# Цилюрик, Александр Владимирович
Алекса́ндр Влади́мирович Цилю́рик (1 марта 1965, Кременчуг, Полтавская область — 23 июля 2023, Йошкар-Ола) — советский и российский футболист, полузащитник и нападающий.

## Карьера
Воспитанник ДЮСШ города Кременчуга. С 1982 по 1983 год играл за харьковский «Маяк», в 36 матчах забил 1 гол. В 1985 году провёл 36 игр и забил 3 мяча за керченский «Океан». Сезон 1987 года провёл в одесском СКА, в 26 встречах отличился 1 раз.
Сезон 1988 года начал в «Дружбе» из Йошкар-Олы, сыграл 27 матчей, забил 10 голов, после чего перешёл в «Кубань», где и доиграл сезон, проведя 6 матчей и забив 1 мяч. В 1989 году вернулся в «Дружбу», где в 40 играх забил 6 голов.
Сезон 1990 года провёл в нижегородском «Локомотиве», сыграл 35 встреч, забил 9 мячей. Затем отправился в «Уралмаш», где в 1991 году провёл 41 матч и забил 7 голов.
В 1992 году дебютировал в Высшей лиге России, где сыграл за нижегородский «Локомотив» 4 матча. В том же году перешёл в «Балтику», провёл 22 игры, забил 4 мяча. В 1993 году снова вернулся в «Дружбу», в этот раз сыграл 37 встреч, в которых забил 11 голов.
С 1994 по 1996 год выступал за «Крылья Советов», в 53 играх забил 3 мяча. Сезон 1997 года провёл в любительском клубе «Диана», которую затем возглавлял в качестве тренера в 1998 году во Втором дивизионе.
Сезон 1999 года начал в «Светотехнике», сыграл 15 матчей, забил 2 гола, после чего перешёл в «Спартак-Телеком», где и доиграл сезон, проведя 15 игр и забив 6 мячей.
В 2000 году опять вернулся в Йошкар-Олу, сыграл 13 матчей в первенстве и 2 встречи, в которых забил 1 гол, в Кубке России, после чего опять перешёл в «Спартак-Телеком», где выступал до 2001 года, проведя 48 игр и забив 10 мячей в первенстве и ещё 3 матча сыграв в Кубке. В 2002 году в последний раз выступал за «Спартак» из Йошкар-Олы, провёл 30 матчей и забил 4 гола в первенстве, и ещё 1 встречу сыграл в Кубке России.